# Copa Africana de Naciones Sub-17 de 2021
La Copa Africana de Naciones Sub-17 de 2021 sería la 14.ª edición de la Copa Africana de Naciones Sub-17. El país anfitrión sería Marruecos y los partidos se disputarían en abril de 2021. 
Los semifinalistas participarían en la Copa Mundial de Fútbol Sub-17 de 2021 que se realizaría en Perú, para la cual cuatro cupos estuvieron disponibles.
El 8 de marzo de 2021 la CAF, teniendo en cuenta la cancelación por parte de la FIFA de la Copa Mundial de Fútbol Sub-17 de 2021 y a la situación actual de la pandemia de COVID-19, decidió cancelar la competencia.

## Equipos participantes
| Equipos participantes | Equipos participantes | Equipos participantes | Equipos participantes |
| --------------------- | --------------------- | --------------------- | --------------------- |
| Argelia               | Costa de Marfil       | Nigeria               | Tanzania              |
| Camerún               | Malí                  | Senegal               | Uganda                |
| Congo                 | Marruecos             | Sudáfrica             | Zambia                |

## Sorteo
El sorteo de la competición final de la Copa Africana de Naciones Sub-17 de 2021 se llevó  a cabo el miércoles 24 de febrero de 2021 a través de las plataformas de CAF a partir de las 13:00 (GMT).

## Primera fase

### Grupo A
| Equipo          | Pts | PJ | PG | PE | PP | GF | GC | Dif |
| --------------- | --- | -- | -- | -- | -- | -- | -- | --- |
| Marruecos       | 0   | 0  | 0  | 0  | 0  | 0  | 0  | 0   |
| Uganda          | 0   | 0  | 0  | 0  | 0  | 0  | 0  | 0   |
| Zambia          | 0   | 0  | 0  | 0  | 0  | 0  | 0  | 0   |
| Costa de Marfil | 0   | 0  | 0  | 0  | 0  | 0  | 0  | 0   |

|  | Marruecos | Cancelado | Uganda | Estadio Moulay Hassan, Rabat, Marruecos |  |

|  | Zambia | Cancelado | Costa de Marfil | Estadio Moulay Hassan, Rabat, Marruecos |  |

|  | Uganda | Cancelado | Zambia | Estadio Moulay Hassan, Rabat, Marruecos |  |

|  | Marruecos | Cancelado | Costa de Marfil | Estadio Moulay Hassan, Rabat, Marruecos |  |

|  | Marruecos | Cancelado | Zambia | Estadio Moulay Hassan, Rabat, Marruecos |  |

|  | Costa de Marfil | Cancelado | Uganda | Estadio Bachir, Mohammédia, Marruecos |  |

### Grupo B
| Equipo   | Pts | PJ | PG | PE | PP | GF | GC | Dif |
| -------- | --- | -- | -- | -- | -- | -- | -- | --- |
| Nigeria  | 0   | 0  | 0  | 0  | 0  | 0  | 0  | 0   |
| Tanzania | 0   | 0  | 0  | 0  | 0  | 0  | 0  | 0   |
| Argelia  | 0   | 0  | 0  | 0  | 0  | 0  | 0  | 0   |
| Congo    | 0   | 0  | 0  | 0  | 0  | 0  | 0  | 0   |

|  | Nigeria | Cancelado | Tanzania | Estadio Bachir, Mohammédia, Marruecos |  |

|  | Congo | Cancelado | Argelia | Estadio Bachir, Mohammédia, Marruecos |  |

|  | Tanzania | Cancelado | Argelia | Estadio Bachir, Mohammédia, Marruecos |  |

|  | Congo | Cancelado | Nigeria | Estadio Bachir, Mohammédia, Marruecos |  |

|  | Argelia | Cancelado | Nigeria | Estadio Bachir, Mohammédia, Marruecos |  |

|  | Tanzania | Cancelado | Congo | Estadio Moulay Hassan, Rabat, Marruecos |  |

### Grupo C
| Equipo    | Pts | PJ | PG | PE | PP | GF | GC | Dif |
| --------- | --- | -- | -- | -- | -- | -- | -- | --- |
| Camerún   | 0   | 0  | 0  | 0  | 0  | 0  | 0  | 0   |
| Senegal   | 0   | 0  | 0  | 0  | 0  | 0  | 0  | 0   |
| Malí      | 0   | 0  | 0  | 0  | 0  | 0  | 0  | 0   |
| Sudáfrica | 0   | 0  | 0  | 0  | 0  | 0  | 0  | 0   |

|  | Camerún | Cancelado | Senegal | Estadio Père Jégo, Casablanca, Marruecos |  |

|  | Sudáfrica | Cancelado | Malí | Estadio Père Jégo, Casablanca, Marruecos |  |

|  | Senegal | Cancelado | Malí | Estadio Père Jégo, Casablanca, Marruecos |  |

|  | Sudáfrica | Cancelado | Camerún | Estadio Père Jégo, Casablanca, Marruecos |  |

|  | Camerún | Cancelado | Malí | Estadio Père Jégo, Casablanca, Marruecos |  |

|  | Senegal | Cancelado | Sudáfrica | Estadio Bachir, Mohammédia, Marruecos |  |